# دهستان نارستان
نارستان، دهستانی از توابع بخش عقدا شهرستان اردکان در استان یزد ایران است.

## جمعیت
براساس سرشماری سال ۱۳۸۵ جمعیت آن ۱٬۵۲۶ نفر (۴۸۱ خانوار) بوده‌است.